# لارس فون تریه
لارس فون تریه (دانمارکی: Lars von Trier؛ تلفظ دانمارکی: [lɑ:s fʌn ˈtˢʁi:ˀɐ]؛ ‏زاده ۳۰ آوریل ۱۹۵۶) کارگردان و تهیه‌کننده فیلم‌نامه‌نویس دانمارکی است.
از فیلم‌های او می‌توان به سه‌گانه اروپا، سه‌گانه قلب طلایی، سه‌گانه آمریکا، و سه‌گانه افسردگی اشاره کرد.
او را به عنوان محرک اصلی و احیاکننده فیلمسازی در دانمارک می‌شناسند و معتقدند که تأثیر بسزایی در پیدایش نسل نوی کارگردانان دانمارک و سراسر جهان داشته‌است. اهمیت فیلم‌های فون تریه فقط به خاطر نقش محوری او در شکل‌گیری پیمان دگما ۹۵ نیست، فیلم‌های او از نظر گونه دامنه‌ای بسیار وسیع دارند و از آوانگارد گرفته تا بازسازی کلاسیک‌های قدیمی را شامل می‌شوند.

## زندگی
لارس فون تریه با نام تولد لارس تریه در سال ۱۹۵۶ در شمال کپنهاگ، دانمارک زاده شد و از سن ۱۱ سالگی جذب دنیای فیلم و سینما شد. فیلم‌سازی را با دوربین سوپر ۸ آغاز کرد و بعدها در ۱۹۷۹ برای تحصیل در سینما وارد مدرسه فیلم دانمارک شد. در آنجا بیش از ۴۰ فیلم تبلیغاتی ساخت و سرانجام در ۱۹۸۳ فارغ‌التحصیل شد.

### آغاز فیلم‌سازی
نخستین فیلم‌های کوتاه او از نظر سبک‌شناسی، تجربیاتی کاملاً ابتکاری در زمینه مضمون و استفاده از نمادها و استعارهها هستند و بَعدها همین مضامین و استعاره‌ها نقش‌هایی عمده در فیلم‌های بلندش ایفا می‌کنند. وی در بیان سینمایی سبکی ایجاد کرده‌است که از نظر استعاری سنگین و از لحاظ حسی بسیار قوی است.

### سه‌گانه اروپا
فون تریه کار خود را با سه‌گانه اروپایی‌اش با عنوان سه‌گانه اروپا، به‌طور هم‌زمان در دانمارک و سراسر جهان تثبیت کرد. فیلم‌های این سه‌گانه با نمایش آسیب‌های روانی اروپای آینده به خوبی از روی سبک تجربی و شخصی فیلمساز قابل شناسایی هستند.
این سه فیلم عبارتند از:
- ۱۹۸۴ - عنصر جنایت
- ۱۹۸۷ - اپیدمیک
- ۱۹۹۱ - اروپا

در ۱۹۹۱ لارس فون تریه و پیتر اولبک ینسن (تهیه‌کننده فیلم اروپا) شرکت فیلمسازی زنتروپا را تأسیس کردند که امروزه به قدرت اولِ تولید فیلم در کشورهای اسکاندیناوی تبدیل شده‌است.

### ساخت سریال
تریه سه سریال تلویزیونی هم ساخته‌است: مده‌آ در ۱۹۸۱، قلمرو پادشاهی ۱ در ۱۹۹۴، و قلمرو پادشاهی ۲ در ۱۹۹۷. او در سریال‌های «قلمرو…» روشی را برای فوکوس راحت‌تر روی داستان و بازیگران ابداع کرد که بعدها او را به سوی مفهوم دگما کشید. قسمت اعظم «قلمرو… ۱ و ۲» با دوربین روی دست فیلمبرداری شد، بدون توجه به مقررات مرسوم و معمول در نورپردازی و استمرار و تدوین، این شیوه رنگ‌هایی تحریف شده و غیرطبیعی و تصاویری دانه‌دار و خشن ایجاد کرد. سریال‌های «قلمرو…» به نخستین موفقیت عظیم فون تریه تبدیل شدند. میزان علاقه و استقبال دانمارکی‌ها و جهانیان از «قلمرو…» امکان اجرای دومین پروژه فون تریه را همراه با پیتر اولبک ینسن و ویبکه ویندلو فراهم ساخت.

### پیماندگما ۹۵
در ۱۹۹۵ لارس فون تریه پیمان دگما ۹۵ را با عنوان «پیمان پاکی» در ۱۰ ماده قانونی برای فیلمسازی ارائه کرد. این پیمان نخستین بار توسط فون تریه و توماس وینتربرگ (برنده جایزه ویژه هیئت داوران کن برای «جشن») امضا شد و کمی بعدتر مورد پذیرش گروهی دیگر از کارگردانان دانمارکی و اسکاندیناویایی قرار گرفت. این پیمان که برای سینماگریِ ساده به سبک خاص و مورد علاقه این کارگردانان بسته شده بود علی‌رغم ساخت چند فیلم بر آن روال، به تدریج در کاربرد برخی مواد (توسط خود بانیان) مورد عدول قرار گرفت. به هرحال کاربرد برخی اصول و عناصر این پیمان، امروزه سینمایی متفاوت‌تر نسبت به آنچه که «سینمای متفاوت» یا پیشرو (آوانگارد) می‌خوانیمش، رقم زده‌است.

#### سه‌گانه قلب طلایی
دومین سه‌گانه او با عنوان «سه‌گانه قلب طلایی» از کتابی که فون تریه در دوران کودکی خوانده بود، الهام گرفته شد. داستان دربارهٔ دخترک کوچکی بود که همیشه آماده قربانی کردن خود برای کمک به دیگران بود. فیلم‌های این سه‌گانه عبارتند از:
- ۱۹۹۶ - شکستن امواج
- ۱۹۹۸ - پخمه‌ها
- ۲۰۰۰ - رقصنده در تاریکی

هیئت داوران برای «شکستن امواج» و نخل طلا برای «رقصنده در تاریکی» است. فیلم‌های بلند و کارهای تلویزیونی او چند جایزه و موفقیت بین‌المللی دیگر مثل نامزدی اسکار امیلی واتسون برای «شکستن امواج» را نیز به خود اختصاص داده‌اند.

#### سه‌گانه آمریکا - سرزمین فرصت‌های طلایی
لارس فون تریه سومین سه‌گانه خود با عنوان «آمریکا - سرزمین فرصت‌های طلایی» را ساخت که داگویل نخستین فیلم آن بود. دومین قسمت مندرلی نام دارد که در استودیوی «فیلم باین» دانمارک ساخته شد. بخش سوم این سه‌گانه، «واشینگتن» در سال ۲۰۰۷ ساخته شده‌است.
فون تریه در سال ۲۰۰۶ بُعد جدیدی به کارهای خود افزود، اپرای حلقه نیبلونگ نیز در استودیوی «فِست اشپیل» در بایرن آلمان ساخته شد و فون تریه این اثر ریشارد واگنر را کارگردانی کرد.

#### سه‌گانه افسردگی
آخرین سه گانهٔ فون تریه سه گانهٔ افسردگی است که به ترتیب شامل ضدمسیح، مالیخولیا و نیمفومانیاک است. در هر سه بخش آن شارلوت گنسبور بازی می‌کند.

#### بیماری
در آگوست سال ۲۰۲۲ شرکت فیلمسازی زنتروپا اعلام کرد که لارس فون تریه به بیماری پارکینسون مبتلاست و درمان او آغاز شده‌است. او در مصاحبه ویدئویی که در جشنواره ونیز داشت گفت که فقط باید به لرزیدن عادت کند و از اینکه جلوی جمع باشد خجالت نکشد.

## همکاری‌ها
توجه: این فهرست تنها بازیگرانی را عنوان نموده که با فون تریه در سه اثر یا بیشتر همکاری داشته‌اند.
| بازیگر            | اپیدمیک | مده‌آ | اروپا | قلمرو | شکستن امواج | پخمه‌ها | رقصنده در تاریکی | داگویل | مندرلی | رئیس همه | ضدمسیح | مالیخولیا | نیمفومانیاک | خانه‌ای که جک ساخت |
| ----------------- | ------- | ---- | ----- | ----- | ----------- | ------ | ---------------- | ------ | ------ | -------- | ------ | --------- | ----------- | ----------------- |
| اودو کی‌یر         | آری     | آری  | آری   | آری   | آری         |        | آری              | آری    | آری    |          |        | آری       | آری         |                   |
| ژان-مارک بار      |         |      | آری   |       | آری         |        | آری              | آری    | آری    | آری      |        |           | آری         |                   |
| استلان اسکاشگورد  |         |      |       | آری   | آری         |        | آری              | آری    |        |          |        | آری       | آری         |                   |
| ینس آلبینوس       |         |      |       |       |             | آری    | آری              |        |        | آری      |        |           | آری         |                   |
| شارلوت گنسبور     |         |      |       |       |             |        |                  |        |        |          | آری    | آری       | آری         |                   |
| ویلم دفو          |         |      |       |       |             |        |                  |        | آری    |          | آری    |           | آری         |                   |
| جرمی دیویس        |         |      |       |       |             |        |                  | آری    | آری    |          |        |           |             | آری               |
| شیوون فالون هوگان |         |      |       |       |             |        | آری              | آری    |        |          |        |           |             | آری               |
| ورا گبوهر         |         | آری  | آری   | آری   |             |        |                  |        |        |          |        |           |             |                   |
| جان هرت           |         |      |       |       |             |        |                  | آری    | آری    |          |        | آری       |             |                   |
| ژلیکو ایوانک      |         |      |       |       |             |        | آری              | آری    | آری    |          |        |           |             |                   |
| بارد اووه         |         | آری  | آری   | آری   |             |        |                  |        |        |          |        |           |             |                   |

## فیلم‌شناسی

### فیلم‌های بلند
| سال  | فیلم              |
| ---- | ----------------- |
| ۱۹۸۲ | تصویر رهایی       |
| ۱۹۸۴ | عنصر جنایت        |
| ۱۹۸۷ | اپیدمیک           |
| ۱۹۹۱ | اروپا             |
| ۱۹۹۶ | شکستن امواج       |
| ۱۹۹۸ | پخمه‌ها            |
| ۲۰۰۰ | رقصنده در تاریکی  |
| ۲۰۰۳ | پنج مانع          |
| ۲۰۰۳ | داگویل            |
| ۲۰۰۵ | مندرلی            |
| ۲۰۰۶ | رئیس همه          |
| ۲۰۰۹ | ضدمسیح            |
| ۲۰۱۱ | مالیخولیا         |
| ۲۰۱۳ | نیمفومانیاک       |
| ۲۰۱۸ | خانه‌ای که جک ساخت |

- ۱۹۸۴ - عنصر جنایت (Element of Crime): لارس فون تریه در ۱۹۸۴ نخستین فیلم داستانی و بلندش با نام «عنصر جنایت» را تکمیل نمود که خودش آن را «فیلم نوآر امروزی» قلمداد می‌کرد. این فیلم در جشنواره‌های کن، شیکاگو، و مانهایم جوایزی به دست آورد.
- ۱۹۸۸ - اپیدمیک (Epidemic): که در کن مورد استقبال قرار گرفت.
- ۱۹۹۱ - اروپا (Europa) یا «زنتروپا» که جایزه ویژه هیئت داوران کن و جوایز دیگری در جشنواره فیلم استکهلم و پورتوریکو و بلژیک را به خود اختصاص داد.
- ۱۹۹۶ - شکستن امواج (Breaking the Waves): با ستایش منتقدان همراه شد. فیلم با بازی امیلی واتسون (که کاندید اسکار بهترین بازیگر زن هم شد) و استلان اسکاشگورد دربارهٔ داستان زندگی زوجی بود که درگیر ماجرایی عاطفی می‌شدند. شوهری که از کمر به پایین فلج شده بود به گونه‌ای غیرعادی عشق همسرش را به خود امتحان می‌کرد. او از همسرش می‌خواست تا با مردان دیگر همخوابه شده و احساسش را برای وی تعریف کند.
- ۱۹۹۸ - پخمه‌ها (Idiots): یک کمدی غیرمتعارف و ماجراجویانه محسوب می‌شد. فیلم به گروهی جوان حدود ۲۰ سالهٔ باهوش می‌پردازد که در شورشی علیه ساختارهای زندگی اجتماعی، انجمنی تشکیل داده و در آن چون ابلهان رفتار می‌کنند. احمق‌ها هرجا می‌روند هرج و مرج ایجاد کرده و هر کاری بتوانند برای سرزنش و عصبانی و شوکه کردن دیگران مرتکب می‌شوند.
- ۲۰۰۰ - رقصنده در تاریکی (Dancer in the Dark): بیورک خواننده ایسلندی در نقش زنی بازی می‌کرد که در سال‌های دهه ۶۰ به آمریکا مهاجرت کرده و خیال می‌کند وارد دنیای هالیوود شده‌است، فیلم نخل طلای کن را برای فون تریه و جایزه بهترین بازیگر زن را برای بیورک به ارمغان آورد.
- ۲۰۰۴ - داگویل (Dogville) با بازی نیکول کیدمن در نقش زنی با یک راز خطرناک در سال ۲۰۰۳ توسط او نوشته و کارگردانی شد. فیلم جوایز متعددی از جشنواره‌های مختلف سراسر دنیا به دست آورد. فون تریه که با سه‌گانه «عنصر جنایت»، «اپیدمیک»، و «اروپا» (زنتروپا) قاره اروپا و انسان‌های آن را نقد کرده با داگ ویل سه‌گانه جدیدی را دربارهٔ قاره آمریکا شروع می‌کند ولی همانگونه که فیلم‌های تریلوژی اروپای او فقط به محدودهٔ اروپا محدود نمی‌شوند، داگویل هم فقط انسان‌های آمریکا را نشانه نرفته‌است. داگویل می‌تواند هر گوشه‌ای از دنیا باشد. جمله تبلیغاتی مندرج در پوسترهای اصلی فیلم، گواه این مدعاست: «شهری کوچک و آرام که از اینجا چندان دور نیست.» از بین تمامی آثار او که کمابیش از همان ۱۹۸۴ به نوعی همگی معتبرند، چه از نظر فرم و چه از نظر محتوا داگ ویل معتبرترین و بحث انگیزترین آن‌ها است. خود فون تریه هم در داگ ویل، چه در زمان نوشتن فیلم‌نامه و چه هنگام ساخت، حتی بیشتر از گذشته، کاملاً متفاوت و بحث‌انگیز بوده‌است.
- ۲۰۰۹ - ضدمسیح (Antichrist) فیلمی مذهبی که لارس فون تریه از آن به عنوان ادای دین به آندری تارکوفسکی فقید یاد کرده. این فیلم واکنش‌های مختلفی از سوی منتقدان در پی داشت، از جمله واکنش‌هایی دربارهٔ بیان آشکار دیدگاه زن‌ستیز در فیلم.
- ۲۰۱۱ - مالیخولیا - (melancholia) فیلم تحسین شده و بحث‌برانگیز که به مسایل مربوط به زمین می‌پردازد.
- ۲۰۱۳ - نیمفومانیاک (Nymphomaniac): فیلم در مورد زنی ست که نوعی اعتیاد جنسی دارد. مردی طی حادثه‌ای بدن نیمه‌جان زن را پیدا می‌کند و او را جهت مراقبت به خانه‌اش می‌برد. در طول فیلم زن داستان زندگی‌اش را برای او می‌گوید.
- ۲۰۱۸ - خانه‌ای که جک ساخت (The House That Jack Built): فیلم ماجراهای فردی باهوش به نام «جک» را در یک بازه زمانی ۱۲ ساله دنبال می‌کند و به معرفی قتل‌هایی می‌پردازد که در طول زمان جک را به یک قاتل سریالی تبدیل کرد.[۴]

### فیلم‌های کوتاه
- ۱۹۷۷ - باغبان ارکیده
- ۱۹۷۹ - مانت - بسیار خوشبخت
- ۱۹۸۰ - نوکتورن
- ۱۹۸۱ - جزئیات آخر

## نقد

### جشنواره کن۲۰۱۱
لارس فون تریه در نشست خبری فیلم «مالیخولیا» در ۱۸ مه ۲۰۱۱ در جشنواره کن، طی اظهاراتی جنجالی گفت: «من فهمیدم که واقعاً یک نازی هستم. خانواده من آلمانی بودند، و این برای من لذت بخش است. چه می‌توانم بگویم؟ من هیتلر را درک می‌کنم… من با او کمی همدردی می‌کنم …» «اما، توجه کنید، من به جنگ جهانی دوم تعلق ندارم و ضد یهود هم نیستم؛ اما نه خیلی زیاد، چون اسرائیل موی دماغ است… حالا چطور می‌توانم بگویم ؟... باشه، من یک نازی‌ام.»
بعد از این اظهارات، هیئت مدیره جشنواره کن طی بیانیه‌ای فون تریه را «عنصر نامطلوب» خوانده و وی را از جشنواره اخراج کردند.
بلافاصله پس از این نشست خبری، برگزارکنندگان جشنواره کن از فون تریه خواستند دربارهٔ سخنان خود دربارهٔ هیتلر توضیح بدهد و او را وادار به عذرخواهی کردند.
فون تریه اما پس از اخراج از جشنواره عذرخواهی خود را پس گرفت.
در ادامه این جریان پلیس دانمارک نیز فون تریه را در رابطه با اتهامات مقامات فرانسوی به او مورد بازجویی قرار داد؛ فون تریه پس از آن‌که تحت بازجویی قرار گرفت، بیانیه‌ای صادر کرد و گفت: «به خاطر اتهامات جدی وارد شده به خودم و از آنجا که نمی‌توانم دیدگاه‌های خودم را بدون ابهام بیان کنم، تصمیم گرفتم از امروز به بعد از سخنرانی عمومی و انجام گفتگو خودداری کنم.»
لارس فون تریه در واکنش به این اقدام مسئولان این جشنواره به روزنامه دانمارکی اکسترا بلادت گفت: «از اینکه عنصر نامطلوب خوانده شدم به خودم افتخار می‌کنم و شاید این اولین بار باشد چنین اتفاقی می‌افتد.» همچنین در مصاحبه با شبکه دانمارکی TV2 News گفت: «من همینم که هستم و نمی‌توانم خودم را عوض کنم.»